# Emanuel Kejmar
Emanuel Kejmar (25. listopadu 1881 Mečeříž – 21. února 1951 Praha) byl československý politik a poslanec Národního shromáždění za Československou živnostensko-obchodnickou stranu středostavovskou.

## Biografie
Profesí byl obchodníkem. Bydlel v Hospozíně.
Po parlamentních volbách v roce 1929 se stal za Československou živnostensko-obchodnickou stranu středostavovskou poslancem Národního shromáždění. Mandát ale získal až dodatečně, v roce 1931, jako náhradník poté, co zemřel poslanec Josef Náprstek. Mandát obhájil v parlamentních volbách v roce 1935. Poslanecké křeslo si oficiálně podržel do zrušení parlamentu roku 1939, přičemž ještě v prosinci 1938 přestoupil do poslaneckého klubu nově utvořené Strany národní jednoty.
Po druhé světové válce navštěvoval spolu s dalšími politickými představiteli bývalé agrární a živnostenské strany politika Josefa Nebeského.